# Rwenzori-hegységi bóbitásantilop
A rwenzori-hegységi bóbitásantilop (Cephalophus rubidus) az emlősök (Mammalia) osztályának párosujjú patások (Artiodactyla) rendjébe, ezen belül a tülkösszarvúak (Bovidae) családjába és a bóbitásantilop-formák (Cephalophinae) alcsaládjába tartozó faj.
Egyes rendszerezők még mindig a feketehomlokú bóbitásantilop (Cephalophus nigrifons) egyik alfajaként tartják számon, Cephalophus nigrifrons rubidus név alatt.

## Előfordulása
A faj kizárólagos élőhelye az Uganda és a Kongói Demokratikus Köztársaság határán fekvő Rwenzori-hegység. Szubalpesi területeken él, 3000 m magasság felett. Nappali életmódot folytat.

## Megjelenése
A rwenzori bóbitásantilop erőteljes alkatú, de kis méretű antilop. Súlya mintegy 15 kg, marmagassága 45 cm.  Szőrzete vöröses, alsó részén világosabb, a hátán sötétebb árnyalatú. Rövid, hegyes szarva elérheti a  8 cm-t.